# ویلیام مارچ (وزنه‌بردار)
ویلیام مارچ (انگلیسی: William March; ۴ فوریهٔ ۱۹۳۷ – ۹ اکتبر ۲۰۲۲) وزنه‌بردار اهل ایالات متحده آمریکا بود.